# Hexamethylcyclotrisiloxan
Hexamethylcyclotrisiloxan (D3) ist eine chemische Verbindung aus der Gruppe der Siloxane. Es ist der einfachste Vertreter der cyclischen Dimethylsiloxane.

## Gewinnung und Darstellung
Aus mittels Müller-Rochow-Synthese hergestelltem Dimethyldichlorsilan wird durch Hydrolyse ein Gemisch von linearen und cyclischen Dimethylsiloxane gewonnen, wo D4 in der höchsten Konzentration enthalten ist. D3 kann ebenfalls aus dem Gemisch abdestilliert werden. Wird DMSO anstelle von Wasser als Sauerstoff-Quelle verwendet, so werden primär cyclische Dimethylsiloxane gebildet und D3 überwiegt gegenüber D4.
Hexamethylcyclotrisiloxan kann auch durch Erwärmen von höhermolekularem Dimethylpolysiloxan auf 350 °C gewonnen werden.

## Eigenschaften
Hexamethylcyclotrisiloxan ist ein feuchtigkeitsempfindlicher, entzündbarer, kristalliner, weißer, geruchloser Feststoff, der sich in Wasser zersetzt. Im Gegensatz zu größeren cyclischen Dimethylsiloxanen weist D3 eine relevante Ringspannung auf, so dass es sowohl bei saurer als auch bei basischer Katalyse schneller reagiert als andere Dimethylsiloxane.

## Verwendung
Hexamethylcyclotrisiloxan wird zur Herstellung von Pfropfpolymeren und Blockpolymeren eingesetzt und wird auch in der Biochemie für die Proteomforschung und fungiert auch als Zwischenprodukt in organischen Reaktionen. Es kann auch als Ausgangsstoff für Plasmapolymerisationen verwendet werden. Es wird auch in Kosmetika eingesetzt.

## Vorkommen
D3 ist sowohl in Wohnungsluft als auch in der Umwelt (Außenluft und Klärschlamm) nachweisbar.